# تمانعه
تمانعه (عربی: التمانعة ) شهری در شمال غربی سوریه است، این شهر بلحاظ اداری بخشی از معره نعمان منطقه از استان ادلب محسوب می‌شود. براساس آمار دفتر مرکزی آمار سوریه، تمانعه در سرشماری سال ۲۰۰۴ تعداد ۷۳۸۲ نفر جمعیت داشته‌است. تمانعه در ۹ کیلومتر (۵٫۶ مایل) شرق خان شیخون و ۱۶ کیلومتر (۹٫۹ مایل) شمال شرقی کافر زیتا قرار دارد.